# Frédérick Martin
Pour les articles homonymes, voir Frédéric Martin et Martin.
Frédérick Martin (5 mars 1958 à Paris - 19 avril 2016) est un compositeur français.

## Biographie
Frédérick Martin s'est formé hors des sentiers battus - son départ pour l'Afrique peu après sa naissance (1960-1972) l'ayant en effet tenu durablement à l'écart des conservatoires. De retour en France, il officie un temps comme copiste, tout en continuant son travail de compositeur. 
Premier résident autodidacte de la Villa Médicis à Rome, il y séjourne deux années (1989-1991) avant de suivre le cursus d'informatique musicale à l'IRCAM (1992-1993). Il réside ensuite en Californie et en Russie dans le cadre des programmes Villa Medicis hors les murs (1993-1994) et Égide (2006).  
Il est aussi conférencier et enseignant : entre 2006 et 2009, il est professeur d’écriture et d’arrangement à l’Université de Marne-La-Vallée, puis en 2011 professeur de formation musicale et d’analyse au sein des conservatoires de Brétigny-sur-Orge et Sarcelles. 
En 2019, la bibliothèque en ligne BabelScores a publié une grande partie de sa production. 

## Style
Compositeur atypique - aux inspirations éclectiques comme en témoignent ses ouvrages sur le black metal - et prolifique, il laisse un corpus de 166 opus, comprenant des illustrations sonores de disques pour enfants. 
Selon Hugues Dufourt:

« Frédérick Martin écrit une musique essentiellement tendue : tessitures et registres extrêmes, organisation méditée des contraintes, exploration des ressources instrumentales à la limite du possible, mobilisation des énergies de l'orchestre en des sonorités éruptives et incandescentes, tels sont les traits qui caractérisent un style d'écriture tout entier concentré sur l'effort. Pourtant rien d'ingrat ni de rebutant dans le résultat audible. La virtuosité d'écriture, qui est manifeste jusqu'au moindre détail de l'instrumentation, obéit à un souci méticuleux d'articulation. Une plastique sonore s'impose à l'écoute, semblant partagée entre la violence transgressive et la volonté d'épure. »

Bruno Mantovani note chez le compositeur une « conception hautement dramatique de l'œuvre ». Il cite en exemple ses articulations qui ne sont plus de simples transitions mais portent elles-mêmes une charge émotive conférant aux pièces « un caractère narratif des plus forts ».

## Œuvres (sélection)
- Sonate pour piano n° 8 (2016)
- Twisted Lullaby (op.125), pour guitare
- Scritta di Fausto (op.82), pour mandoline / mandole et guitare
- Concerto pour alto et 14 instruments (2009-2014)
- Sonate pour piano no 6 (2011) (à Nicolas Horvath)

- Sonate pour piano no 5 (2011)
- Passion selon saint Jean pour treize voix et treize instruments (2011)
- Sonate pour violoncelle et piano (2010)
- Quatuor à cordes no 5 (2010)
- Quatuor à cordes no 4 (2010)
- Cinq extraits de Feuilles tombées pour soprano et piano (2010), d'après Vassili Rozanov
- Codex metal pour alto et mandoline(s) (2009)
- Docteur Jekyll et Mister Hide, opéra de chambre d'après R. L. Stevenson (2008)
- Lanimino pour euphonium et accordéon (2007)
- Gulliver, musique pour le conte de Swift pour accordéon, euphonium, violon, alto et violoncelle (2006)
- Quatuor à cordes no 3 (2005, rév. 2007)
- Genghis quartet pour hautbois, trompette, violoncelle et piano (2005, rév. 2010)
- Quatuor à cordes no 2 (2002, rév. 2011)
- Symphonie no 3 (1999)
- Sonate pour violon et piano (1999, rév. 2004)
- Sonate pour violon et violoncelle (1999)
- Symphonie no 2 (1997)
- Souvenir des Justes pour violon, violoncelle et piano (1997)
- Scherzo erotico pour flûte, clarinette, violon, alto et violoncelle (1996)
- Le centre d'America, Continentales V pour quatre percussions (1996)
- Closer (1988)
- Macles, trio à cordes pour violon, alto et violoncelle (1987)
- Concerto pour violon et dix-huit instruments (1985)
- Concerto pour clarinette et dix instruments, cycle II-a (1983)
- Cantate no 1 pour soprano, tabla et quatuor de clarinettes (1983, rév. 1999) sur un texte extrait et assemblé de « Consolatio Philosophie » de S. Boezio
- Tombeau de D.S.C.H. pour quatuor à cordes (1982)
- Cinq motets pour mezzo-soprano, contre-ténor et dix instruments sur des textes de Paul Celan (1979)

## Publications
- Eunolie : Conditions d'émergence du black metal, Musica falsa, 2003 (ISBN 978-2-9512386-8-8)
- Eunolie : Légendes du black metal, Paris, MF, 2009, 278 p. (ISBN 978-2-915794-35-9)

## Distinction
- Prix Paul Louis Weiller (2008) pour l’ensemble de son œuvre.
- Coup de cœur Musique Contemporaine 2017 de l'Académie Charles-Cros pour In memoriam, proclamé le 3 janvier 2018 lors de l’émission le concert du soir d’Arnaud Merlin sur France Musique[5]

## Discographie
- Villa Medicis '90, œuvres de Frédérick Martin, Thierry Lancino ; comprend Macles et Concerto pour clarinette
- In memoriam Frédérick MARTIN, par le TrioPolycordes chez La Follia Madrigal 2017